# Gottfried Märkl
Gottfried Märkl (* 28. April 1929 in München; † 21. Juli 2014 in Würzburg) war ein deutscher Chemiker und Hochschullehrer.

## Leben und Wirken
Er studierte ab 1948 an der Universität Würzburg Chemie. Nach der Diplomprüfung 1954 wurde er dort 1957 bei Alfred Roedig mit einer Arbeit über Synthese und Reaktion von Polychloraldehyden promoviert. Bis 1959 folgten als Assistent bei Franz Gottwalt Fischer Untersuchungen zur Biosynthese des Phytols, der Carotinoide und Steroide. Nach dem Tode Fischers 1960 begann er eigenständige Arbeiten zu phosphororganischen Verbindungen. 1964 habilitierte er sich in Würzburg mit der Synthese und Reaktion offenkettiger und cyclischer Phosphinmethylene. Nach einem Postdoktorat bei Elias J. Corey an der Harvard University (1964/1965) kehrte Märkl als Privatdozent an die Universität Würzburg zurück. 1966 gelang ihm hier die erste Synthese eines Phosphabenzols.

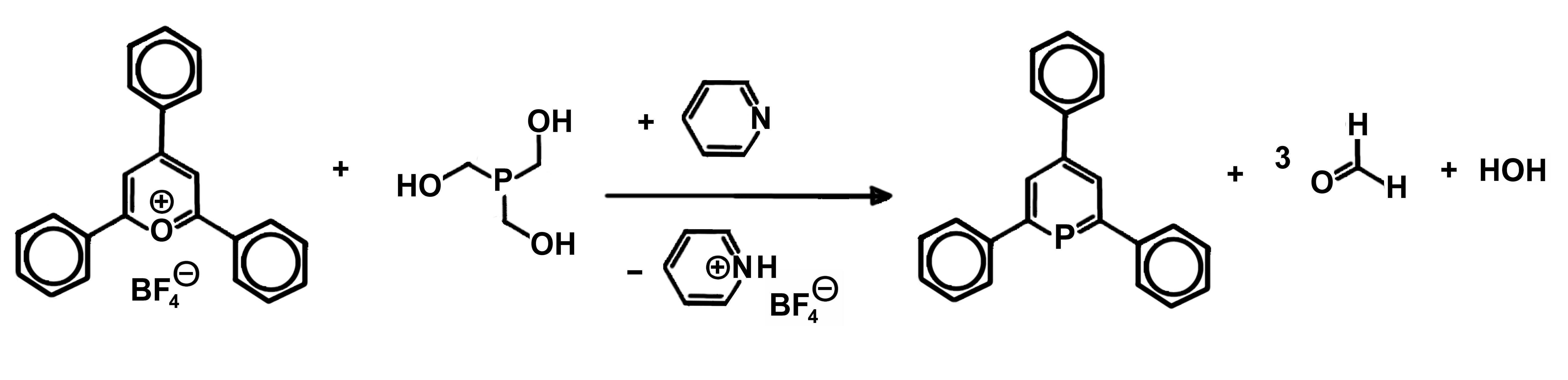
Erste Synthese eines Element-homologen Pyridins

Damit synthetisierte er mit cyclischen λ5σ4-Phosphabenzolen erstmals ein höheres Hückel-aromatisches Homologon des Pyridins.
1968 erhielt er vom VCI ein Dozentenstipendium und 1969 in Würzburg eine außerplanmäßige Professur. Fast zeitgleich erhielt er Berufungen an die Universitäten Kaiserslautern, Frankfurt am Main und Regensburg sowie von der Hoechst AG ein Angebot zur Leitung des Hauptlabors.
An der 1962 gegründeten Universität Regensburg wurde Märkl 1971 Professor für Chemie. 1974 bis 1977 gestaltete er die Organisation des Aufbaus der Pharmazie. 1991 bis 1993 war er Dekan der Naturwissenschaftlichen Fakultät (Chemie und Pharmazie), von 1988 bis 1990 sowie von 1993 bis 1995 Mitglied des Senats der Universität Regensburg.
Er blieb seiner Wahlheimatstadt Würzburg als auch der Universität Regensburg bis zu seiner Emeritierung 1997 treu. Nach eigenen Worten blickte er zurück auf „40 Jahre Chemie und 33 Jahre Pharmazie in Regensburg“.
Das wissenschaftliche Werk von Gottfried Märkl umfasst etwa 300 Veröffentlichungen von allem auf dem Gebiet der Phosphorchemie und elementorganische Chemie von Phosphor, Arsen, Silizium, Germanium. Er befasste sich mit der Synthese und Reaktivität von Element-organischen Verbindungen und Sauerstoff-überbrückten Annulenen.

## Reform des Chemiestudiums
Gemeinsam mit Siegfried Hünig und Jürgen Sauer erarbeitete Märkl mit den Studenten beider Universitäten ab 1976 das  Lehrbuch „Integriertes Organisches Praktikum“. Es wurde nach der ersten Veröffentlichung 1980 bereits 1981 mit dem Literaturpreis des Fonds der chemischen Industrie ausgezeichnet.
Gottfried Märkl leistete einflussreiche Beiträge zu einer Reform des Chemiestudiums in der Bundesrepublik Deutschland, die als „Würzburger Modell“ bekannt wurden und lange vor der Etablierung der Bachelor- und Masterstudiengänge eine Aufteilung in ein dreijähriges Basis- und ein zweijähriges Aufbaustudium enthielt. Das Aufbaustudium konnte dabei auch in einem nichtchemischen Schwerpunkt angesiedelt sein. Von 1985 bis 1992 war Märkl Sprecher der Konferenz der Fachbereiche Chemie in der Bundesrepublik (KFC) und von 1996 bis 2002 Vorsitzender der Studienplanungskommission sowie der Akkreditierungsagentur für Chemiestudiengänge der Gesellschaft Deutscher Chemiker (GDCh).

## Ehrungen
Er war lebenslanges Mitglied der Würzburger Burschenschaft Arminia, ständiges Mitglied der Bayerischen Akademie der Wissenschaften seit 1988 und Inhaber der Carl-Duisberg-Plakette der GdCH (Auszeichnung im Jahre 2000 wegen seines langjährigen Einsatzes zur Reform und Verbesserung des Chemiestudiums in Deutschland).

## Schriften
- mit Gottfried Märkl, Siegfried Hünig, Jürgen Sauer: Integriertes Organisches Praktikum, Weinheim: Verlag Chemie 1979
- Moderne Wirkstoff-Forschung - eine weltweite interdisziplinäre Herausforderung (Vortrag Regensburg 2002, pdf) – Zusammenfassung
- Gottfried Märkl: Phosphabenzol und Arsabenzol. Die höheren Elementhomologen des Pyridins. In: Chemie in unserer Zeit. 16, 1982, S. 139–148, doi:10.1002/ciuz.19820160503.